# Primadonna (canção russa)
"Primadonna" (em russo: Примадонна) foi a canção russa no Festival Eurovisão da Canção 1997 que teve lugar em Dublin, na Irlanda a 3 de Maio desse ano.
A referida canção foi interpretada em russo pela cantora Alla Pugacheva, na fase final de seu auge como cantora. Foi a vigésima canção a ser interpretada na noite do festival, seguida da húngara "Miért kell, hogy elmenj?", interpretada pela banda V.I.P., e antes da canção dinamarquesa  "Stemmen i mit liv", cantada por Kølig Kaj.
 A canção russa terminou no 15º lugar  entre 25 participantes, tendo recebido um total de 33 pontos. A Rússia só voltaria à Eurovisão em 2000, representada por Alsou que interpretou o tema "Solo".

## Autores
- Letrista: Alla Pugacheva
- Compositor: Alla Pugacheva
- Orquestrador: Rutger Gunnarsson

## Letra

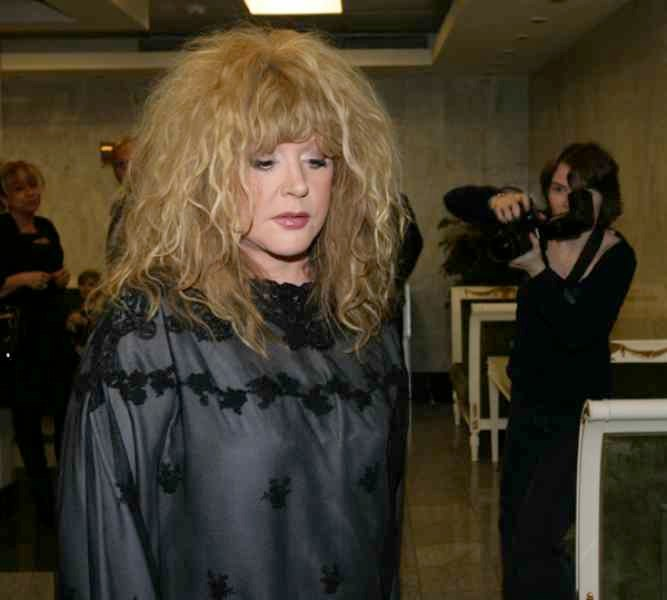
Alla Pugacheva, autora da música e letra da canção.

A canção é uma balada dramática em forma de metáfora. Pugacheva canta para uma Primadonna, a principal soprano de uma ópera, que se sente desiludida e em declínio, incentivando-lhe a superar as lutas e o destino de angústias. O desenlace da música se dá quando a soprano então perde as esperanças em uma de suas apresentações, e expira, quando finalmente encontra o seu lugar, o céu, seu próprio paraíso. A similaridade fonética entre as palavras "пой" (poi, cantar) e "бой" (boi, lutar) também é evidente e usada como um jogo de palavras.
Ironicamente, esta foi a última canção bem-sucedida de Pugacheva, mais tarde ela entraria em um período de depressão e decadência na carreira.

## Outras versões
Pugacheva gravou também esta canção em inglês e em francês, maneira de conquistar a audiência na Europa.
- Primadonna (inglês)
- Diva Primadonna (francês)